# Régiment de fusiliers de la Garde
Le régiment de fusiliers de la Garde est une unité d'infanterie du corps de la Garde de l'armée prussienne en garnison à Berlin. Conformément au caractère noble de la Garde, des nobles se trouvent dans les rangs du corps des officiers. Le régiment porte le surnom populaire de hanneton.

## Histoire
Le régiment d'infanterie de réserve (Landwehr) est créé en 1826. En 1851, il est rebaptisé régiment d'infanterie de réserve de la Garde. En 1860, il reçoit le nom de régiment de fusiliers de la Garde dans le cadre de la multiplication de l'armée de Roon. L'état-major du régiment et le 1er bataillon sont initialement stationnés à Potsdam et le 2e bataillon stationné à Spandau. De 1851 à 1918, tout le régiment se trouve dans la caserne Maikäfer (de) à Berlin.

### Guerre austro-prussienne
En 1866, le régiment combat dans la guerre austro-prussienne dans la bataille de Königinhof et dans la bataille de Sadowa.

### Guerre franco-prussienne
Dans la guerre contre la France, le régiment de fusiliers de la Garde participe aux batailles de Saint-Privat et de Sedan et au siège de Paris en 1870/71.

### Première Guerre mondiale

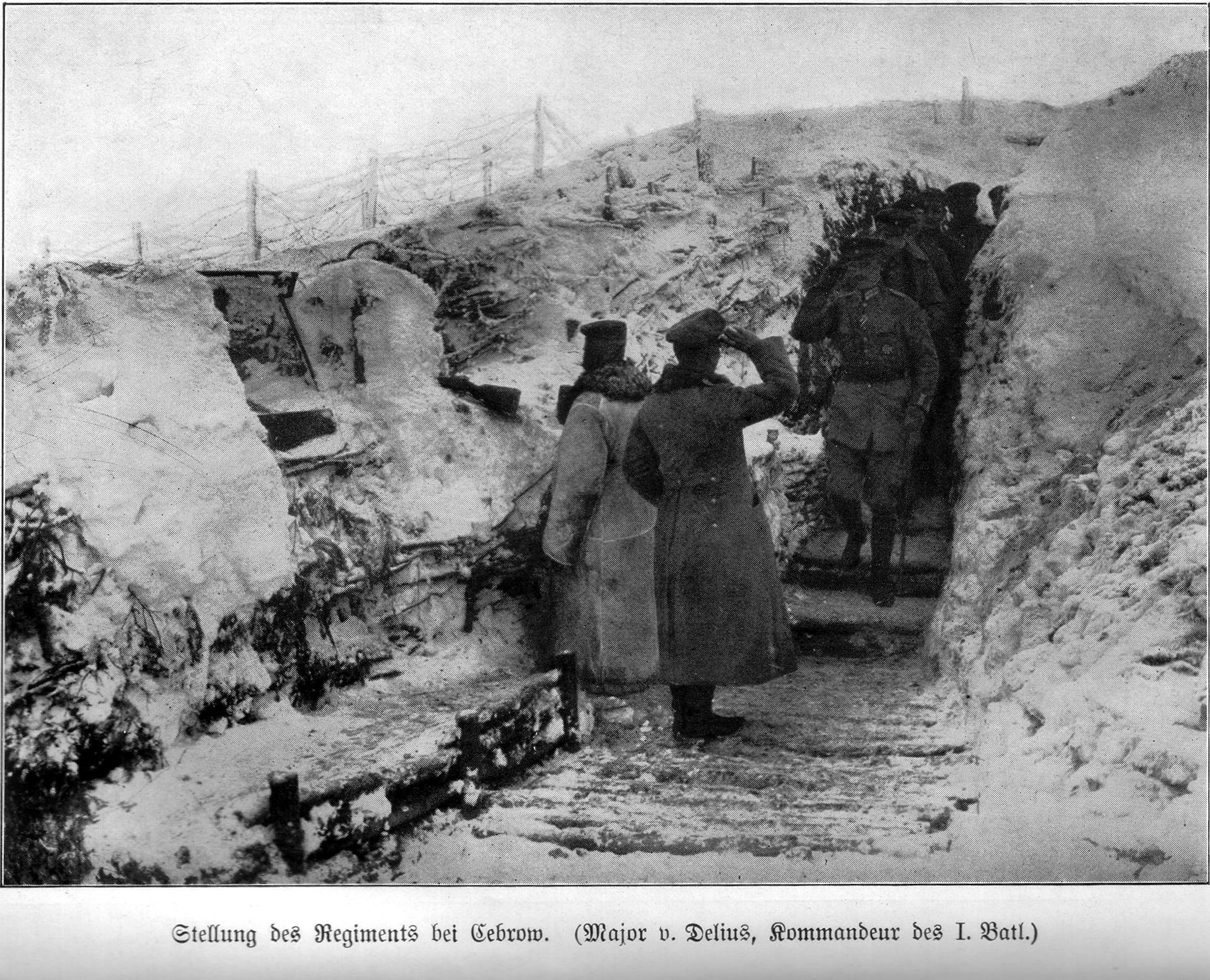
Le régiment en position avant la prise du Zwinin en février ou mars 1915

Au début de la Première Guerre mondiale, le régiment est mobilisé et affecté à la 6e brigade d'infanterie de la Garde nouvellement créée au sein de la 3e division de la Garde. Le régiment est resté dans ce rapport de subordination pendant toute la guerre. Les réservistes des fusiliers de la Garde sont en grande partie affectés au régiment d'infanterie d'instruction nouvellement créé qui, en tant que régiment frère, fait partie de la même brigade que le régiment de base actif. Avec le corps de réserve de la Garde, les fusiliers participent en deuxième ligne à l'avancée de la 2e armée à travers la Belgique neutre et est utilisée dans la capture de la forteresse de Namur. Après la fin inattendue et rapide du siège de Namur, l'ordre est donné de retourner à Aix-la-Chapelle. La 6e brigade d'infanterie de la Garde est transportée avec le corps de réserve de la Garde et un autre corps d'armée en renfort de la 8e armée en Prusse-Orientale où la bataille de Tannenberg est en cours. Les renforts retirés de l'ouest n'y sont cependant plus engagés. Les fusiliers de la Garde restent sur le front de l'Est et combattent d'abord dans la bataille des lacs de Mazurie, puis avec la 9e armée nouvellement formée à la bataille de la Vistule et à la bataille de Łódź. Après de lourdes pertes à Brzeziny, les restes du régiment doivent être réunis en un bataillon. Au 1er décembre 1914, l'unité se reforme d'abord en deux bataillons de trois compagnies chacun, puis à partir du 22 décembre en quatre compagnies chacun. En janvier 1915, le 3e bataillon est également reconstitué et vers la fin du mois, le régiment est transféré dans les Carpates. Pendant les mois qui suivent, il participe à des combats sur le Zwinin, jusqu'à ce que la crête soit finalement conquise en avril 1915. Après d'autres combats sur le front oriental, le régiment est transféré sur le front de l'Ouest à la mi-avril 1916, où il participe à la guerre des tranchées en Champagne et sur l'Yser et participe à la bataille de la Somme. De septembre à novembre 1916, il est à nouveau brièvement déployé sur le front de l'Est, avant de revenir à l'Ouest et de participer à la guerre des tranchées en Lorraine. En décembre 1916, le régiment est complété par une 2e et une 3e compagnie de mitrailleuses. Outre les combats, l'année 1917 est marquée par les batailles d'Arras, de Flandre et de Cambrai, en plus de la guerre des tranchées. Au début de l'offensive allemande au printemps 1918, les fusiliers de la Garde subissent de lourdes pertes à Beaumetz et se reforment ensuite en seulement deux bataillons de trois compagnies chacun. Après que le régiment se soit à nouveau composé de trois bataillons à partir du 5 avril 1918, l'unité est encore complétée le 14 septembre 1918 par une compagnie de lanceurs de mines.

### Après-guerre
Après la fin de la guerre, le régiment est démobilisé le 14 décembre 1918 à Berlin et finalement dissous. Deux formations libres sont formées à partir de parties du régiment, qui sont ensuite incorporées dans la Reichswehr provisoire.
La tradition est reprise dans la Reichswehr par décret du 24 août 1921 du chef du commandement de l'armée, général d'infanterie Hans von Seeckt, par les 7e et 8e compagnies du 5e régiment (prussien) d'infanterie.

## Commandants
| Grade                 | Nom                                | Date                                                       |
| --------------------- | ---------------------------------- | ---------------------------------------------------------- |
| Oberstleutnant/Oberst | Karl August von Esebeck            | 1826 au 29 mars 1829                                       |
| Oberstleutnant        | Otto von Zieten (de)               | 30 mars 1829 au 29 mars 1832                               |
| Oberstleutnant/Oberst | Alexander von Knobelsdorff         | 30 mars 1832 au 29 mars 1838                               |
| Oberstleutnant/Oberst | August Alexander von Zenge         | 30 mars 1838 à 1841                                        |
| Oberstleutnant        | Wilhelm von Doering (de)           | 14 décembre 1841 au 25 avril 1842 (chargé de la direction) |
| Oberstleutnant/Oberst | Wilhelm von Doering                | 26 avril 1842 au 12 juillet 1848                           |
| Oberstleutnant/Oberst | Eduard von Schlichting             | 13 juillet 1848 au 31 mai 1850                             |
| Oberstleutnant/Oberst | Gustav von der Schulenburg (de)    | 3 octobre 1850 au 9 mai 1855                               |
| Oberstleutnant/Oberst | Eugen von Le Blanc Souville (de)   | 10 mai 1855 au 21 mai 1858                                 |
| Oberstleutnant        | Julius von Loewenfeld              | 22 mai 1858 au 14 avril 1859 (chargé de la direction)      |
| Oberstleutnant/Oberst | Julius von Loewenfeld              | 15 avril 1859 au 6 mars 1863                               |
| Oberstleutnant/Oberst | Hugo von Obernitz                  | 7 mars 1863 au 19 mai 1866                                 |
| Oberstleutnant/Oberst | Bernhard von Werder                | 20 mai au 16 septembre 1866 (chargé de la direction)       |
| Oberst                | Bernhard von Werder                | 17 septembre 1866 au 6 novembre 1869                       |
| Oberstleutnant/Oberst | Viktor von Erckert                 | 7 novembre 1869 au 18 août 1870                            |
| Oberstleutnant/Oberst | Otto von Papstein (de)             | 21 août 1870 au 12 mars 1875                               |
| Oberst                | Ferdinand von Sannow               | 13 mars 1875 au 17 janvier 1878                            |
| Oberst                | Arthur von Lattré (de)             | 18 janvier 1878 au 11 avril 1881                           |
| Oberstleutnant        | Hermann von Stülpnagel             | 12 avril 1881 au 12 novembre 1882 (chargé de la direction) |
| Oberst                | Hermann von Stülpnagel             | 13 novembre 1882 au 25 mai 1887                            |
| Oberst                | Hermann Blecken von Schmeling      | 26 mai 1887 au 21 mars 1889                                |
| Oberstleutnant/Oberst | Adolf von Keller                   | 22 mars 1889 au 27 juillet 1892                            |
| Oberstleutnant/Oberst | Max von Krosigk (de)               | 28 juillet 1892 au 29 mai 1896                             |
| Oberst                | Remus von Woyrsch                  | 30 mai 1896 au 31 août 1897                                |
| Oberst                | Dietrich von Hülsen-Haeseler       | 1er septembre 1897 au 24 mars 1899                         |
| Oberstleutnant/Oberst | Kurt von Knobelsdorff              | 25 mars 1899 au 17 mai 1901                                |
| Oberst                | Karl Hoyer von Rotenheim           | 18 mai 1901 au 30 mai 1904                                 |
| Oberst                | Magnus von Eberhardt               | 31 mai 1904 au 4 avril 1907                                |
| Oberstleutnant/Oberst | Henning von Bonin                  | 5 avril 1907 au 20 avril 1911                              |
| Oberstleutnant/Oberst | Arnold von Hammerstein-Equord      | 21 avril 1911 au 2 janvier 1913                            |
| Oberstleutnant/Oberst | Ernst Armin von Nostitz            | 3 janvier 1913 au 29 septembre 1914                        |
| Oberstleutnant/Oberst | Karl von der Schulenburg-Wolfsburg | 30 septembre 1914 au 21 février 1918                       |
| Major                 | Friedrich von Amann (de)           | 18 décembre 1918 à février 1919                            |

## Autres membres du régiment
La plupart des médecins militaires prussiens reçoivent une formation militaire dans ce régiment, si bien qu'il existe un lien étroit avec l'école de médecine militaire de la Pépinière et ses fraternités étudiantes, le Pépinière-Corps (de). Mais de nombreuses autres célébrités servent également dans le régiment.

## Surnom de hanneton

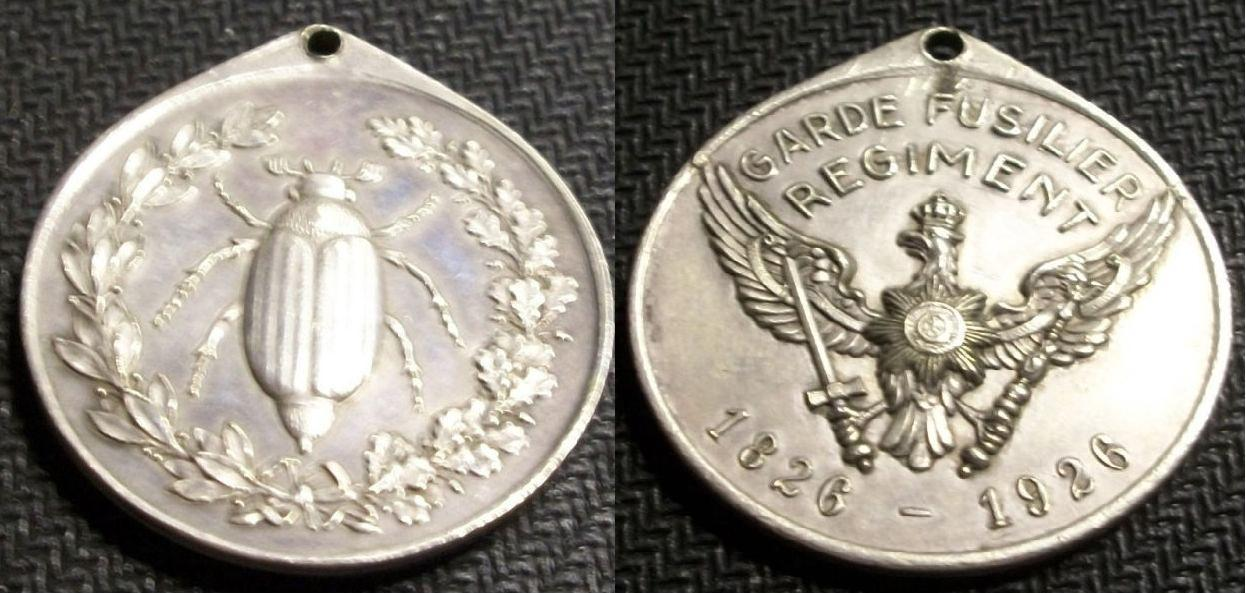
Médaille commémorative de 1926 à l'occasion du de sa fondation

Lorsque, fin avril 1827, le bataillon de Spandau passa devant le Pfingstberg (de) pour le rassemblement du régiment à Potsdam, les écoliers occupés à ramasser les coléoptères nuisibles les saluèrent par l'appel "Les coléoptères, les coléoptères!", vraisemblablement inspiré par l'uniforme régimentaire coloré (manchettes suédoises rouges à brins blancs, épaulières jaunes). Le nom s'est rapidement répandu à l'ensemble du régiment et est devenu quasi-officiel après que Frédéric-Guillaume IV, en tant que prince héritier, s'est un jour adressé au régiment comme "Mon cher hanneton".